# Ana három arca
Ana három arca (Tres veces Ana – Ana háromszor) egy 2016-ban forgatott mexikói filmsorozat Angelique Boyer, Sebastián Rulli, David Zepeda és Pedro Moreno főszereplésével. A sorozat az 1995-ben készült Lazos de amor című telenovella remakeje. Magyarországon 2017. január 2-án tűzte műsorra a TV2.

## Történet
A sorozat epizódjai napjaink Mexikójában játszódnak. A történet kiindulópontja azonban egy húsz évvel korábbi, szörnyű autóbaleset. Az Álvarez del Castillo család, a szülők és három egypetéjű ikerlányuk az autóútról a folyóba zuhan. A szülők meghalnak a balesetben; az egyik kislány elmerül a vízben; a másik véres lábbal hever, eszméletlenül; a harmadik pedig hiába ébresztgeti a szüleit. A továbbiakban már a felnőtt lányok, három egészen különböző karakter sorsának alakulását követhetjük nyomon: az életerős, örök intrikus, sugárzó Ana Leticia és Ana Laura, akinek a baleset következtében amputálni kellett az egyik lábát a nagymamájukkal élnek  Mexikóvárosban. Harmadik testvérüket, Ana Lucíát mindenki halottnak hiszi, holott ő egy másik anya gyermekének hiszi magát. Ernestina azonban nem felejtette, hogy volt még egy unokája. Érzi, hogy a harmadik unokája életben van, és meg akarja keresni. Ana Leticia azonban nem akarja, hogy előkerüljön az ikertestvére, mert így vele is osztoznia kellene a családi vagyonon, valamint nagymamája és Mariano bácsikájuk –akibe titokban szerelmes– szeretetén.

## Szereplők

### Főszereplők
| Színész(nő)         | Szerepnév                                            | Magyar hang      |
| ------------------- | ---------------------------------------------------- | ---------------- |
| Angelique Boyer     | Ana Lucía Hernández–Álvarez del Castillo Rivadeneira | Zakariás Éva     |
| Angelique Boyer     | Ana Leticia Álvarez del Castillo Rivadeneira         | Zakariás Éva     |
| Angelique Boyer     | Ana Laura Álvarez del Castillo Rivadeneira           | Zakariás Éva     |
| Sebastián Rulli     | Santiago García/ Marcelo Salvaterra                  | Tokaji Csaba     |
| David Zepeda        | Ramiro Fuentes                                       | Varga Rókus      |
| Pedro Moreno        | Iñaki Nájera                                         | Kisfalusi Lehel  |
| Susana Dosamantes   | Ernestina de Rivadeneira                             | Andresz Kati     |
| Blanca Guerra       | Soledad Hernández                                    | Szórádi Erika    |
| Ramiro Fumazoni     | Mariano Álvarez del Castillo                         | Kárpáti Levente  |
| Eric del Castillo   | Evaristo Guerra                                      | Várday Zoltán    |
| Ana Bertha Espín    | Remedios García de Varela                            | Makay Andrea     |
| Luz María Jerez     | Julieta de Nájera/ de Escarcega                      | Csomor Csilla    |
| Leticia Perdigón    | Doña Chana                                           | Nyírő Beáta      |
| Mónika Sánchez      | Viridiana Betancourt                                 | Nádasi Veronika  |
| Carlos de la Mota   | Valentín Padilla Lazcano                             | Czető Roland     |
| Olivia Bucio        | Nerina Lazcano de Padilla                            | Orosz Anna       |
| Nuria Bages         | Leonor Muñoz                                         | Nyírő Eszter     |
| Otto Sirgo          | Rodrigo Casasola                                     | Berzsenyi Zoltán |
| Antonio Medellín    | Isidro Sánchez                                       | Kertész Péter    |
| Roberto Ballesteros | Tadeo Nájera                                         | Faragó András    |
| Sachi Tamashiro     | Maribel Alfaro                                       | Böhm Anita       |
| Alfredo Gatica      | Orlando Navarro                                      | Szabó Máté       |

### Vendég- és mellékszereplők
| Színész(nő)       | Szerepnév                                   | Magyar hang        |
| ----------------- | ------------------------------------------- | ------------------ |
| Laisha Wilkins    | Jennifer Corbalán                           | Mezei Kitty        |
| Alan Slim         | Javier Nájera                               | Láng Balázs        |
| Alfonso Iturralde | Dr. Bernardo Campos                         | Forgács Gábor      |
| Eddy Vilard       | Daniel Escarcega                            | Seszták Szabolcs   |
| Lucero Lander     | Miranda Palacios de Campos                  | Németh Kriszta     |
| Arsenio Campos    | Sandro Escarcega                            | Szersén Gyula      |
| Rolando Brito     | Edmundo Fuentes                             | Várkonyi András    |
| Fabián Pizzorno   | Facundo Salvaterra                          | Rosta Sándor       |
| Raúl Magaña       | Ignacio Álvarez del Castillo                | Harcsik Róbert     |
| Jackie Sauza      | Lourdes Rivadeneira de Álvarez del Castillo | Hámori Eszter      |
| Nataly Umaña      | Gina Ramírez Guerra                         | Laurinyecz Réka    |
| Vanessa Angers    | Valeria                                     | Solecki Janka      |
| Maru Dueñas       | Cecilia                                     | Kisfalvi Krisztina |
| Anahí Fraser      | Claudia Rivas–Padilla Lazcano               | Roatis Andrea      |
| Archie Lafranco   | Samuel                                      | Sótonyi Gábor      |
| Adriana Ahumada   | Susy                                        | Laudon Andrea      |
| Ricardo Barona    | Alfredo Varela                              | Gubányi György     |
| Ricardo Kleinbaum | Aníbal Ortiz                                | Megyeri János      |
| Nicolás Mena      | Cristian Corbalán                           | Előd Álmos         |
| José Montini      | "Szélvész"                                  | Kapácsy Miklós     |

## Érdekességek
- Angelique Boyer és Sebastián Rulli korábban már játszottak főszerepet a Teresa és a Szerelem zálogba című telenovellákban; illetve a valóságban is egy párt alkotnak.
- Angelique Boyer, David Zepeda, Blanca Guerra és Eric del Castillo korábban már játszottak együtt a Bűnös vágyak című telenovellában.
- Angelique Boyer, Sebastián Rulli, Ana Bertha Espín, Eric del Castillo és Carlos de la Mota korábban már játszottak együtt a Szerelem zálogba című telenovellában.
- Sebastián Rulli, Olivia Bucio és Ana Bertha Espín korábban már játszottak együtt a Rubí, az elbűvölő szörnyeteg című telenovellában.
- Sebastián Rulli és Mónika Sánchez korábban már játszottak együtt a Rabok és szeretők című telenovellában.
- David Zepeda, Eric del Castillo és Ana Bertha Espín korábban már játszottak együtt a Riválisok című telenovellában.
- David Zepeda, Leticia Perdigón és Laisha Wilkins korábban már játszottak együtt A végzet hatalma című telenovellában.
- Mónika Sánchez , Eric del Castillo és Otto Sirgo a sorozat eredeti változatában, a Lazos de amor-ban is szerepeltek.

## Nemzetközi bemutató
| Ország       | Csatorna               | Első rész       | Utolsó rész      |
| ------------ | ---------------------- | --------------- | ---------------- |
| Mexikó       | Canal de las Estrellas | 2016. május 23. | 2016. október 24 |
| Magyarország | TV2                    | 2017. január 2. | 2017. június 28. |